# Hacıbayramlar, Yatağan
Hacıbayramlar là một xã thuộc huyện Yatağan, tỉnh Muğla, Thổ Nhĩ Kỳ. Dân số thời điểm năm 2011 là 588 người.